# Перелік ударів по житловій забудові під час російського вторгнення (листопад 2023)
Удари по житловій забудові України під час російсько-української війни — воєнний злочин, скоєний російськими військовими під час повномасштабного військового вторгнення в Україну.
У переліку подано інформацію про удари по житловій та громадській забудові яка була опублікована у відкритих джерелах. Подано інформацію про атаки протягом листопада 2023 року.

## Загальна інформація
Згідно моніторингової місії ООН з прав людини в Україні відомо про 113 загиблих цивільних українців протягом листопада 2023 року.

### Руйнування населених пунктів прилеглих до лінії зіткнення
У населених пунктах які знаходяться біля лінії бойового зіткнення, постійно відбуваються обстріли житлової та іншої цивільної забудови (у тому числі медичних установ, навчальних закладів, комерційної забудови). Впродовж листопада 2023 року, обстріли відбувалися вздовж прикордонних громад Чернігівщини, Сумщини, та Харківщини, а також громад Запорізької, Дніпропетровської, Херсонської та Миколаївської областей із використанням ракет, безпілотників, мінометів, артилерії, реактивних систем залпового вогню, вогнем бронетехніки та стрілецької зброї.
Вздовж державного кордону:
- У Чернігівській області — Корюківська, Новгород-Сіверська, Семенівська, Сновська громади.
- У Сумській області — Білопільська, Великописарівська, Глухівська, Краснопільська, Миропільська, Новослобідська, Путивльська, Хотінська, Юнаківська громади.
- У Харківській області — Вільхуватська, Вовчанська, Дворічанська, Дергачівська, Золочівська, Липецька громади

Між тимчасово окупованою територією:
- У Харківській області — Борівська, Дворічанська, Ізюмська, Кіндрашівська, Куп'янська, Курилівська, Оскільська, Петропавлівська громади
- У Луганській області — Красноріченська, Лисичанська громади
- У Донецькій області — Званівська, Сіверська громади
- У Запорізькій області —
- У Херсонській області —
- У Миколаївській області —

## Перелік атак
Червоним кольором позначені атаки у яких відомо про загибель людей.
| дата і місце | дата і місце                       | тип зброї         | подробиці атаки, жертви (загиблі/поранені)                                             | подробиці атаки, жертви (загиблі/поранені) |
| ------------ | ---------------------------------- | ----------------- | -------------------------------------------------------------------------------------- | ------------------------------------------ |
| 01/11        | Херсон                             | артобстріл        | влучання у житлову забудову центру міста                                               | 1/2                                        |
| 01/11        | Дніпропетровська обл., Нікополь    | Shahed 136        | влучання у житлові квартали та приватне підприємство                                   | 1/4                                        |
| 01/11        | Миколаївська обл., Очаків          | артобстріл        | пошкоджені житлові будинки                                                             | —                                          |
| 03/11        | Харків                             | Shahed 136        | влучання у житлові (в тому числі памʼятку архітектури) та господарські будівлі         | —                                          |
| 03/11        | Харківська обл.                    | Shahed 136        | влучання у житлові (в тому числі памʼятку архітектури) та господарські будівлі         | —                                          |
| 04/11        | Полтавська обл., Миргородський р-н | ракетний удар     | пошкодження житлових будинків                                                          | 1/2+                                       |
| 05/11        | Херсонська обл.                    | авіабомбовий удар | авіабомбові удари по населених пунктах Херсонщини протягом 5 листопада                 | —                                          |
| 05/11        | Херсон                             | артобстріл        | пошкоджено 4 багатоповерхових житлових будинки                                         | —                                          |
| 05/11        | Одеська обл.                       | ракетний удар     | влучання в музей, житлову та промислову забудову                                       | —                                          |
| 06/11        | Одеська обл.                       | ракетний удар     | влучання в музей, житлову та промислову забудову                                       | —                                          |
| 08/11        | Чорне море                         | Х-31П             | балкер KMAX Ruler                                                                      | 1/3                                        |
| 08/11        | Донецька обл., Рай-Олександрівка   | артобстріл        | обстріл житлових кварталів населених пунктів                                           | 1/0                                        |
| 08/11        | Донецька обл., Північне            | артобстріл        | обстріл житлових кварталів населених пунктів                                           | 1/0                                        |
| 08/11        | Донецька обл., Часів Яр            | артобстріл        | обстріл житлових кварталів населеного пункту                                           | 0/1                                        |
| 09/11        | Харківська обл., Купʼянськ         | артобстріл        | gошкоджено приватні та багатоквартирні житлові будинки, господарчі приміщення          | 2/1                                        |
| 09/11        | Херсонська обл., Білозерка         | артобстріл        | обстріляні житлові будинки населеного пункту                                           | 1/0                                        |
| 09/11        | Херсон                             | артобстріл        | пошкоджені приватні та багатоповерхові будинки, гаражі                                 | 1/1                                        |
| 11/11        | Донецька обл., Торецьк             | артобстріл        | обстріл житлових кварталів, загинули випадкові перехожі                                | 1/1                                        |
| 12/11        | Херсон                             | артобстріл        | обстріл житлового кварталу, влучання снаряду у житловий будинок                        | 1/1                                        |
| 12/11        | Харків                             | С-300             | пошкодження цивільної інфраструктури                                                   | —                                          |
| 12/11        | Херсон                             | артобстріл        | влучання у обласну бібліотеки імені Гончара                                            | —                                          |
| 13/11        | Херсон                             | артобстріл        | обстріл з артилерії авто, в якому дівчинка та її рідні поверталися з медогляду         | 1/1                                        |
| 15/11        | Донецька обл., Селидове            | С-300             | влучання у багатоповерхівку                                                            | 2/3+                                       |
| 15/11        | Запорізька обл., Зарічне           | ракетний удар     | обстріл цивільної інфраструктури, повторний обстріл по рятувальниках                   | 2/0                                        |
| 20/11        | Херсон                             | артобстріл        | обстріл центру міста, в тому числі паркувального майданчику із цивільними              | 2/2                                        |
| 21/11        | Донецька обл., Селидове            | С-300             | атакована Центральна міська лікарня, будівля шахти та інша цивільна інфраструктура     | 3/8                                        |
| 21/11        | Херсонська обл., Бериславський р-н | авіабомбовий удар | відомо про скидання 25 керованих авіабомб на населені пункти двох районів 21 листопада | 0/2                                        |
| 21/11        | Херсонська обл., Каховський р-н    | авіабомбовий удар | відомо про скидання 25 керованих авіабомб на населені пункти двох районів 21 листопада | 0/2                                        |
| 23/11        | Херсонська обл., Чорнобаївка       | артобстріл        | касетними боєприпасами пошкоджено понад 60 житлових будинків та господарських споруд   | 3/5                                        |
| 23/11        | Херсон                             | артобстріл        | обстріляні житлові квартали Херсона з тимчасово окупованого лівого берега              | 0/1                                        |
| 25/11        | Київ                               | Shahed 136        | поранені від уламків та влучань БПЛА по житловій та іншій забудові                     | 0/5                                        |
| 28/11        | Дніпропетровська обл., Нікополь    | артобстріл        | російські військові зранку завдали удару з артилерії по п'ятиповерхівці                | 1/2                                        |
| 28/11        | Харківська обл., Вовчанськ         | артобстріл        | обстріл артилерією центру міста, виникла пожежа                                        | —                                          |
| 30/11        | Донецька обл., Новогродівка        | С-300             | влучання у багатоповерховий будинок                                                    | 3/5+                                       |
| 30/11        | Донецька обл., Покровськ           | С-300             | один із снарядів вибухнув на подвір’ї будинку, де мешкала родина з двома дітьми        | 0/5+                                       |
| 30/11        | Донецька обл., Мирноград           | С-300             | відомо про обстріл житлової забудови                                                   | —                                          |